# Walking in Memphis
«Walking in Memphis» («Гуляючи Мемфісом») — пісня, написана і спочатку записана американським співаком та піснярем Марком Коном. «Walking in Memphis» вважається «фірмовою» піснею Кона, вона номінувалася на нагороду «Пісня року» під час 34-й церемонії вручення премії «Греммі» у 1992 році. Того ж року, Кон отримав ще одну «Греммі» як найкращий новий виконавець.
Текст пісні є автобіографічним, у ньому оповідається хроніка поїздки у Мемфіс 1985 року, яку Кон зробив щоб подолати творчу кризу, відчуваючи труднощі у своїх піснярській та співацькій кар'єрі. Після відвідування церкви, де проповідував колишній соул-співак Ел Грін, колишнього будинку Елвіса Преслі в Грейсленді і невеликого нічного клубу в сусідньому штаті Міссісіпі, а також блукання різними вулицями центру Мемфіса, він повернувся до Нью-Йорка і почав складати пісню. Хоча «Walking in Memphis» була складена й записана у другій половині 1980-х років, пісня вийшла лише у 1991 році, у дебютному альбомі співака, будучи його головним синглом.
«Walking in Memphis» досягла 13-го сходинки в «Billboard Hot 100» у 1991 році, ставши єдиним хітом Кона, що потрапив у «топ-40» цього чарту США. Пісня посіла 3 сходинку у Канаді, 7 — в Ірландії та 11 — в Австралії. З того часу «Walking in Memphis» кілька разів переспівувалася й іншими артистами, зокрема співачкою Шер 1995-го та гуртом «Lonestar» у 2003 році.

## Історія
Марк Кон казав, що «Walking in Memphis» «на 100 % автобіографічна». Він описав її як пісню про «єврейського шанувальника госпелу» і додав, що ця «пісня про більше, ніж просто про місто; це про своєрідне духовне пробудження, одну з тих мандрівок, з якої ти виходиш іншим». На написання «Walking in Memphis» його надихнуло відвідування в 1985 році Мемфіса, штат Теннессі. На той час він працював сесійним співаком у Нью-Йорку, виконуючи контракт на запис. 2014 року він згадував:
| Ліві лапки | Якось уночі, слухаючи всі свої демо, я зрозумів, що ще не реалізувався, не маючи гарних пісень... Мені було 28 років, і мені не подобалися мої пісні. Джеймс Тейлор написав «Fire and Rain», коли йому було 18, а Джексон Браун написав «These Days», коли йому було всього 17. Я подумав: «Я вже на десять років старший за цих геніїв. Зі мною цього ніколи не станеться». Так що це був досить відчайдушний час, і я вирушив до Мемфісу з думкою виборювати це. | Праві лапки |

Прочитавши, що Джеймс Тейлор подолав творчу кризу, відвідавши місцевість, де він ніколи не був, Кон вирішив відвідати Мемфіс. Один з його друзів, порадив йому, що «[у Мемфісі] він мав зробити дві речі, речі, які мали назавжди його змінити. Пізніше вони стали центральними елементами «Walking in Memphis». Кон додавав:
| Ліві лапки | Насамперед треба було піти недільного ранку до Церкви повного Євангелія, щоб послухати проповідь преподобного Ела Гріна. ... У мене [незабаром] мурашки побігли вгору і вниз по спині. Служба була настільки зворушливою, що я відчув, що не лише піт тече на моєму обличчі, але й сльози на очах, я був повністю оповитий усім, що я бачив і чув. У цьому сенсі в голосі Ела Гріна було щось надзвичайно потужне. Навіть після трьох годин безперервного співу його голос ставав лише сильнішим, а гурт лише кращим. Я сидів і плакав у церкві, усвідомлюючи іронію того, як у дитинстві я плакав у синагозі в Клівленді, лише тому що хотілося забратися звідти до біса! Служба Ела Гріна була однією з найбільших подій у моєму житті. | Праві лапки |

Інша порада полягала в тому, щоб Кон відвідав кафе «Голлівуд» в Робінсонвіллі, штат Міссісіпі (місцевість Туніка-Резортс, за 35 миль на південний захід від Мемфіса), щоб подивитися на Мюріель Девіс Вілкінс, шкільну вчительку на пенсії, яка виступала в кафе по п'ятничним вечорам. Кон згадував:
| Ліві лапки | Коли я прибув, Мюріель, якій ... було за 60, грала на сцені на пошарпаному старому піаніно та співала класику госпелу ... Я відразу відчув зв'язок з її голосом, її духом, її обличчям і її усмішкою. Я був повністю приголомшений її музикою. Хоча багато відвідувачів були зайняті їжею та не звертали уваги на Мюріель, я не міг відірвати від неї очей. Під час її перерв ми розмовляли вдвох. Мюріель запитала мене, чому я тут, і я сказав їй, що я автор пісень і намагаюся знайти натхнення. Я також розповів їй трохи про своє дитинство — що коли мені було два з половиною роки, моя мама дуже несподівано померла, а приблизно через десять років помер мій тато, і мене виховувала мачуха. Смерть моєї матері була центральною подією в моєму житті, і протягом багатьох років я багато писав про це як у піснях, так і в журналах. Я думаю, що частина мене застрягла в часі, ніби я ніколи не міг пережити ту втрату... Близько півночі «Голлівуд» був ще переповнений, і Мюріель попросила мене приєднатися до неї на сцені. Невдовзі ми зрозуміли, що у всесвіті немає жодної спільної для нас пісні. Швидко міркуючи, Мюріель почала давати мені тексти госпел-пісень, щоб я міг, більш-менш встигаючи співати у ритмі з нею, скласти власну версію мелодії. З деякими піснями я був трохи знайомий, а деяких взагалі не знав. Остання пісня, яку ми співали разом того вечора, була «Amazing Grace». Після того, як ми закінчили і люди почали аплодувати, Мюріель нахилилася і прошепотіла мені на вухо: «Дитино, тепер ти можеш відпустити». Сказано це було мені неймовірно по-материнськи. Так само, як сидячи в церкві преподобного Ела Гріна, я знову змінився. Це було майже так, ніби мама шепотіла мені на вухо. Відтоді, як я залишив Мемфіс і повернувся додому в Нью-Йорк, я знав, що в мене є пісня про те, що я там пережив. | Праві лапки |

## Композиція
Незабаром після повернення до Нью-Йорка Кон почав складати мелодію для «Walking in Memphis» на своїй гітарі:
| Ліві лапки | Музика для «Walking in Memphis», за винятком бриджу, насправді це одне й те ж саме, що повторюється знову і знову. Це спроба зробити речі простішими, щоби слухач зосереджувався на розповіді. Сюжет постійно змінюється; воно переходить від одного сценарію до іншого, і все слідує ниткою мого піднесення, описаного в ліриці „Ходив ногами за десять футів від Біла“. Те, що виражається, це моя любов до музики та духовна трансформація, яку я завжди відчував через неї. | Праві лапки |

У тексті пісні Кон згадував Мюріель Вілкінс:
| Ліві лапки | Тепер Мюріель грає на піаніно Щоп'ятниці в Голлівуді І вони взяли мене туди подивитись на неї. Вони спитали, чи не хочу я Виступити із невеликим номером. І я співав щосили. Вона сказала: «Скажи мені, дитино, ти християнин?» І я сказав: «Мем, сьогодні вночі – так!» | Праві лапки |

У 2014 році Кон зазначив:
| Ліві лапки | Рядки: «„Скажи мені, дитино, ти християнин?“, І я сказав: „Мем, сьогодні вночі – так!“» — ще в момент їхнього написання, я знав, що наближаюся до знаходження свого піснярського покликання. Досі люди все ще питають мене, чи я християнин. Хоча я мушу визнати, що мені подобається плутанина, яку створює ця лірика, річ, яка змушує цей рядок працювати, — це той факт, що я єврей. Так багато великих артистів протягом багатьох років мали приховувати той факт, що вони євреї, щоб захистити себе та свої сім'ї від антисемітизму, тому я пишаюся тим фактом, що майже напряму оголосив свою релігію у першій пісні, яку я коли-небудь випускав. | Праві лапки |

1986 року Кон повернувся до кафе «Голлівуд», щоб зіграти «Walking in Memphis» та інші пісні зі свого нового альбому для Вілкінс. Після того, як він виконав пісню, Вілкінс сказала йому: «Знаєш, там де ти згадуєш мене в кінці? Це найкраще з усього!». Вілкінс померла до того, як Кон випустив «Walking in Memphis».

## Комерційний успіх
Випущений як перший сингл до однойменного дебютного альбому Кона в березні 1991 року, «Walking in Memphis» дебютував 87 сходинкою у чарті США «Hot 100» журналу «Billboard» 30 березня 1991 року з наступним двомісячним поступовим сходженням у «топ-40». Після досягнення синглом 25 травня 1991 року 38 сходинки в рейтингу «Hot 100» почалося його десятитижневе перебування у «топ-40» з максимальною 13 сходинкою протягом двох тижнів, перший тиждень з цим показником був датований 6 липня 1991 року — через день після дня народження Кона. Всього «Walking in Memphis» провела 23 тижні в «Hot 100». Пісня також стала хітом у чарті журналу «Billboard», «Adult Contemporary» (12 сходинка) і потрапила у ще один його чарт «C&W» (74 сходинка). У Канаді пісня посідала третю сходинку протягом тижня від 13 липня 1991 року.
В Ірландії, під час свого дебюту у чартах, «Walking in Memphis» досягла сьомої позиції в Ірландії, але й зупинилася на 66 сходинці у Великій Британії. Перевидання синглу у вересні 1991 року знову повернуло «Walking in Memphis» в «топ-20» чарту Ірландії, де вона посіла 16 сходинку, і у «топ-30» Великої Британії, де вона посіла 22 сходинку (перевидання «Walking in Memphis» містило замість оригінальної сторони-Б з піснею «Dig Down Deep», концертною версію «Silver Thunderbird», записану 17 липня 1991 року). «Walking in Memphis» також стала хітом в Австралії та Новій Зеландії, де вона потрапила у «топ-20» й посіла максимальні 11 і 18 сходинки відповідно. У Європі сингл потрапив до чартів Франції (45 сходинка), Німеччини (25 сходинка), Нідерландів (54 сходинка) та Швеції (36 сходинка).
На 34-й церемонії вручення премії «Греммі» у лютому 1992 року «Walking in Memphis» була номінована на нагороду «Пісня року». Крім того, Кон був номінований на премію «Найкращий поп-вокаліст» за вокал у «Walking in Memphis». Кон не отримав жодної нагороди, але отримав «Греммі» як «найкращий новий виконавець».

## Трек-лист
7» сингл
1. «Walking in Memphis» — 4:18
2. «Dig Down Deep» — 5:08

7" сингл
1. «Walking in Memphis» — 4:18
2. «Silver Thunderbird» (live) — 5:26

CD максі
1. «Walking in Memphis» — 4:18
2. «Dig Down Deep» — 5:08
3. «Saving the Best for Last» — 5:31

## Чарти
| Чарт (1991–1992)                                     | Позиція |
| ---------------------------------------------------- | ------- |
| Австралія (ARIA)                                     | 11      |
| Canada Top Singles (RPM)                             | 3       |
| Canada Adult Contemporary (RPM)                      | 7       |
| Європа (Eurochart Hot 100)                           | 35      |
| Франція (SNEP)                                       | 45      |
| Німеччина (Media Control AG)                         | 25      |
| Ірландія (IRMA)                                      | 7       |
| Нідерланди (Mega Single Top 100)                     | 56      |
| Нова Зеландія (RIANZ)                                | 18      |
| Швеція (Sverigetopplistan)                           | 36      |
| Велика Британія (Official Charts Company)            | 66      |
| Велика Британія (Official Charts Company) Re-release | 22      |
| США (Billboard Hot 100)                              | 13      |
| США (Adult Contemporary) (Billboard)                 | 12      |
| США (Hot Country Songs) (Billboard)                  | 74      |
| США (Mainstream Rock) (Billboard)                    | 7       |

| Чарт (1991)                       | Позиція |
| --------------------------------- | ------- |
| Австралія (ARIA)                  | 82      |
| Канада (Top Singles (RPM))        | 35      |
| Канада (Adult Contemporary (RPM)) | 23      |

## Сертифікації
| Регіон                                                      | Сертифікація | Продажі |
| ----------------------------------------------------------- | ------------ | ------- |
| Данія (IFPI Denmark)                                        | Золотий      | 45 000  |
| Велика Британія (BPI)                                       | Золотий      | 400 000 |
| продажі+прослуховування, що базуються лише на сертифікаціях |              |         |

## Версія Шер

### Передумови
«Walking in Memphis» була перероблена співачкою Шер для її двадцять першого студійного альбому «It's a Man's World» й вийшла як його головний сингл у Великій Британії 16 жовтня 1995 року. Її версія дебютувала 11 сходинкою у британському чарті синглів протягом тижня, що завершився 28 жовтня 1995 року. Попри те, що версія Шер порівняно зазнала провалу з оригінальною піснею, «Walking in Memphis» була включена до сет-листу концертів співачки в рамках «Do You Believe?» 1999—2000 років, який був першим туром Шер після запису пісні. Представляючи виконання пісні під час виступів, Шер перебільшувала, через меншу авторитетність її версії «Walking in Memphis», спочатку назвавши оригінал Марка Кона «величезним хітом», а свою власну версію як «величезну бомбу». Версію пісні Шер було використано у серіалі «Цілком таємно» у фінальній сцені епізоду п'ятого сезону «Постмодерний Прометей».

### Оцінки критиків
«AllMusic» схарактеризував кавер-версію Шер пісні «Walking in Memphis» як «надихаючу». Джим Фарбер із «Entertainment Weekly» заявив, що це «потрібно почути, щоб повірити». «Music & Media» писала: «Звичайна версія стриманої балади Марка Кона не дуже віддає належного хрипкому голосу Шер, якому потрібно більше драматизму… Але спеціальні мікси від Shut Up & Dance, Rated PG та Baby Doc роблять саме це, з великою кількістю швидких бітів, відлуння та ембієнтних лупів».

### Живе виконання
- Do You Believe? Tour
- The Farewell Tour (співалася під час п'ятої, шостої, сьомої, восьмої та дев'ятої частин туру)
- Cher at the Colosseum
- Dressed to Kill Tour
- Classic Cher
- Here We Go Again Tour

### Трек-лист
- Європейський касетний 7-дюймовий сингл

1. «Walking in Memphis» — 3:55
2. «Angels Running» — 4:35

- Європейський CD сингл

1. «Walking in Memphis» — 3:55
2. «Angels Running» — 4:35
3. «Walking in Memphis» (Shut Up & Dance Instrumental) — 5:16

- Європейський ремікс CD і 12-дюймовий сингл

1. «Walking in Memphis» (Shut Up & Dance Vocal) — 5:04
2. «Walking in Memphis» (Shut Up & Dance Instrumental) — 5:10
3. «Walking in Memphis» (Rated P.G. Mix) — 7:25
4. «Walking in Memphis» (Baby Doc Mix) — 7:11

### Чарти і сертифікації
| Чарт (1995–1996)                                     | Позиція |
| ---------------------------------------------------- | ------- |
| Австралія (ARIA)                                     | 65      |
| Австрія (Ö3 Austria Top 75)                          | 17      |
| Canada Top Singles (RPM)                             | 60      |
| Canada Adult Contemporary (RPM)                      | 49      |
| Данія (Tracklisten)                                  | 19      |
| Європа (European Hot 100 Singles)                    | 36      |
| Європа (European Adult Contemporary (Music & Media)) | 9       |
| Німеччина (Media Control AG)                         | 63      |
| Нідерланди (Mega Single Top 100)                     | 44      |
| Шотландія (Official Charts Company)                  | 7       |
| Швеція (Sverigetopplistan)                           | 13      |
| Велика Британія (Radio Airplay (OCC))                | 8       |
| Велика Британія (UK Singles Chart)                   | 11      |

| Чарт (1995)                           | Позиція |
| ------------------------------------- | ------- |
| Швеція (Sverigetopplistan)            | 96      |
| Велика Британія (Radio Airplay (OCC)) | 68      |

| Регіон                                                      | Сертифікація | Продажі |
| ----------------------------------------------------------- | ------------ | ------- |
| Велика Британія (BPI)                                       | Срібний      | 200 000 |
| продажі+прослуховування, що базуються лише на сертифікаціях |              |         |

## Версія «Lonestar»

### Передумови
Американський кантрі-гурт «Lonestar» посів восьму сходинку в чарті «Hot Country Songs» і 61 сходинку в «Billboard Hot 100» у 2003 році з рімейком «Walking in Memphis», випущеним як сингл до альбому «From There to Here: Greatest Hits». Ця версія була виконана під час третього сезону серіалу «Смоллвілль», у 5-ї серії «Перрі Вайт», де головний персонаж повертається до Метрополісу.
Фронтмен Річі Макдональд згадував, що протягом двох років існування «Lonestar» як барного гурту пісня «Walking in Memphis» з самого початку була одним з основних елементів їхнього сет-листа: «Після того, як ми отримали контракт на запис, ми перестали робити [будь-які] кавер-версії пісень, але … через кілька років [ми були] в Мемфісі, штат Теннессі, готуючись надати благодійну допомогу лікарні Св. Юди на Біл-стріт» — тобто Дитячої дослідницької лікарні Св. Юди — «[і] ми подумали, що зараз найкращий час, щоб створити „Walking in Memphis“, тому що ми були саме там, на Біл … Один з хлопців з лейблу був там [і] сказав: „Ви всі повинні це записати“. Ми почали робити це на наших живих виступах, і це стало тим, що ми захотіли випустити».

### Чарти
| Чарт (2003)                         | Позиція |
| ----------------------------------- | ------- |
| США (Hot Country Songs) (Billboard) | 8       |
| США (Billboard Hot 100)             | 61      |

## Інші версії
Влітку 2005 року бельгійський виконавець Воутер, який посів друге місце на телеконкурсі «Idool 2004», провів одинадцять тижнів у «топ-20» фламандського чарту зі своєю версією «Walking in Memphis», пісня протримася три тижні на третій сходинці. Надалі Воутер включив пісню у свій єдиний на сьогодні альбом «Rock On». «Walking in Memphis» став хітом «номер п'ять» у Швеції в грудні 2009 року завдяки рімейку Калле Крістіанссона, який посів друге місце у фіналі телеконкурсу Idol 2009. Версія Крістіанссона «Walking in Memphis» була включена до його однойменного альбому, випущеного в січні 2010 року. Концертне виконання «Walking in Memphis» Еріка Черча було включено до першої частини бокс-сету з 15 LP-платівок (вініл) церковних записів під назвою «61 Days in Church». Англійський боксер-важковаговик Тайсон Ф'юрі переспівав пісню а капела під назвою «Walking in Las Vegas» під час інтерв'ю після бою, щоб відсвяткувати свою перемогу над Деонтеєм Вайлдером під їхнього третього бою, який закінчився нокаутом в 11-му раунді.
20 листопада 2021 року на пісню та відеокліп зробили пародію у телешоу «Суботнього вечора в прямому ефірі». Вони показали пародійний скетч («Прогулянка Стейтеном») за участю Кона та артистів Піта Девідсона, Біга Вета та Метхода Мена.

## Пісні на основі «Walking in Memphis»

### Версія «Shut Up and Dance» («Raving I'm Raving»)
Англійський електронний дует «Shut Up and Dance» випустив пісню «Raving I'm Raving» 18 травня 1992 року, значною мірою засновану на «Walking in Memphis». Кілька текстів було змінено, зокрема рядок «Я гуляю Мемфісом» став «Я марю, я марю».
«Raving I'm Raving» посів 2 сходинку у британському чарті синглів у травні 1992 року, після чого пісня стовкнулася з труднощами, оскільки не отримала дозволу. Після заборони наступного тижня сингл опустився на 15 сходинку, а потім повністю залишив чарти. Виручені кошти від продажу синглу були направлені на благодійність. Однак, ближче до кінця 1992 року пісня знову з'явилася в авторитетній збірці «Rave 92», у вигляді віддаленого семплу і переписаним текстом і мелодією. Він посів 18 сходинку в чарті «European Dance Radio Chart».

### Версія «Scooter» («I'm Raving»)
У 1996 році німецький хард-денс-гурт «Scooter» випустив аналогічну кавер-версію під назвою «Im Raving» як сингл до свого альбому «Wicked!». Сингл отримав золоту сертифікацію у Німеччині й посів 4 сходинку у німецьких чартах.
Загальноєвропейський журнал «Music & Media» написав про пісню: «Пам'ятаєте чудову фортепіанну баладу Марка Кона „Walking in Memphis“? від „Scooter“. Вона робить легкий штурм чартів».

### Версія «Saturday Night Live» («Walking In Staten»)
20 листопада 2021 року у випуску телешоу «Суботнім вечором у прямому ефірі», який вів Сіму Лю, актор Піт Девідсон виконав «Walking In Staten» разом із Коном, кантрі-поп-виконавцем Біг Ветом та Метходом Меном. Текст і візуальне оформлення цієї пародії було ігровою даниною рідному місту Девідсона Стейтен-Айленду.